# Уембли Арена
„Дъ Ес Ес И Арена“ (на английски: The SSE Arena) е многофункционална зала, намираща се в областта Уембли в Лондон, Великобритания. Сградата е разположена срещу Стадион Уембли. През последните години залата (която служи за концерти) е домакин на турнири по снукър, дартс, дори хокей и борба. Това е втората по големина зала на Олимпийските игри в Лондон след „О2 Арена“.

## Проектиране и изграждане
„Дъ Ес Ес И Арена“ е построена през 1934 г. за Игрите на Британската империя (сега известни като Игрите на Британската общност) и първоначално в нея се е намирал плувен басейн. Басейнът за последно е използвани за Олимпийските игри в Лондон 1948 г.
Заедно с обновяването на съседния стадион „Уембли“, „Дъ Ес Ес И Арена“ претърпя ремонт. Сравнително малко трябваше да се направи, за да се подготви мястото за провеждане на мачове по бадминтон и да се изгради манеж за художествена гимнастика.

## Площад на славата
След преоткриването на Уембли Арена през 2006 е създаден „Площад на славата“ пред залата. По подобие на Холивудската Алея на славата, значими изпълнители в Уембли Арена са поканени да получат бронзова плоча с гравирани името и отпечатък от ръцете. Първата звезда с подобна плоча е Мадона.
Плочи на „Площада на славата“ имат още Клиф Ричард, Стейтъс Куо, Рик Парфит, Франсис Роси, Кайли Миноуг, Стивън Хендри, Доли Партън, Браян Адамс и други.